# خوان فلیپه هررا
خوان فلیپه هررا (انگلیسی: Juan Felipe Herrera; ۲۷ دسامبر ۱۹۴۸ –) شاعر، هنرپیشه، نویسنده، کاریکاتوریست، آموزگار و فعال مدنی است. هررا پنجاهمین جایزه شاعران ایالات متحده آمریکا را به خاطر اشعار برجسته‌اش از ۲۰۱۵ تا ۲۰۱۷ به خود اختصاص داد.
وی همچنین برندهٔ جوایزی همچون کمک‌هزینه گوگنهایم و جایزه کتاب آمریکا شده‌است.

## زندگی‌نامه
تجربیات خوان فلیپه هررا که یک کشاورز زاده مهاجر بوده‌است، در کارهای ادبی‌اش تأثیری به سزا داشته، و او را به یکی از بزرگ‌ترین شاعران معاصر مکزیکی-آمریکایی تبدیل کرده‌است. او برنده جایزه برای پنج کتاب شعرش است. علاوه بر این، او بازیگر، آهنگساز و استاد دانشگاه کالیفرنیا در فرِزنو است. او با خانواده‌اش در فرزنو، کالیفرنیا زندگی می‌کند. از جمله کتابهای برجسته او می‌توان به کودکان به نام کبوتر، که در سال ۱۹۹۷ برنده جایزه کتاب «عذرا جک کیتز» شد اشاره کرد. جامعه و هنر همیشه بخشی از زندگی هررا بوده‌است، او نویسندگی را در اواسط دهه هفتاد، هنگامی که مدیر مرکز فرهنگی د لا رزا بود آغاز کرد.
هررا در سال ۲۰۱۱ به عنوان ریاست آکادمی شاعران آمریکا انتخاب شد.